# Temple mormon de Fresno
Le temple mormon de Fresno est un temple de l’Église de Jésus-Christ des saints des derniers jours situé à Fresno, dans l’État de Californie, aux États-Unis. Il a été inauguré le 9 avril 2000.